# Malnice
Malnice (německy Mallnitz) jsou malá vesnice, část města Postoloprty v okrese Louny v Ústeckém kraji. Nachází se asi tři a půl kilometru jihovýchodně od Postoloprt. Malnice jsou také název katastrálního území o rozloze 5,81 km².

## Historie
První písemná zmínka o vesnici pochází z roku 1238. V listině datované v Praze 6. srpna potvrdil král Václav I. vlastnictví majetku v Malnicích břevnovskému benediktinskému klášteru. Neznámo kdy se stal majitelem této části vsi konvent kláštera Porta Apostolorum (Brána apoštolů) v Postoloprtech. Musel ji získat před rokem 1358, kdy zde už klášter pozemky s poddanými měl. Na začátku 15. století pak benediktini postupně od jednotlivých šlechticů jejich malnická zboží vykoupili. Přibližná výměra je známá v případě rytíře Čeňka z Frýdlantu v roce 1411, kdy šlo o šest lánů, což představovalo asi 110 hektarů.

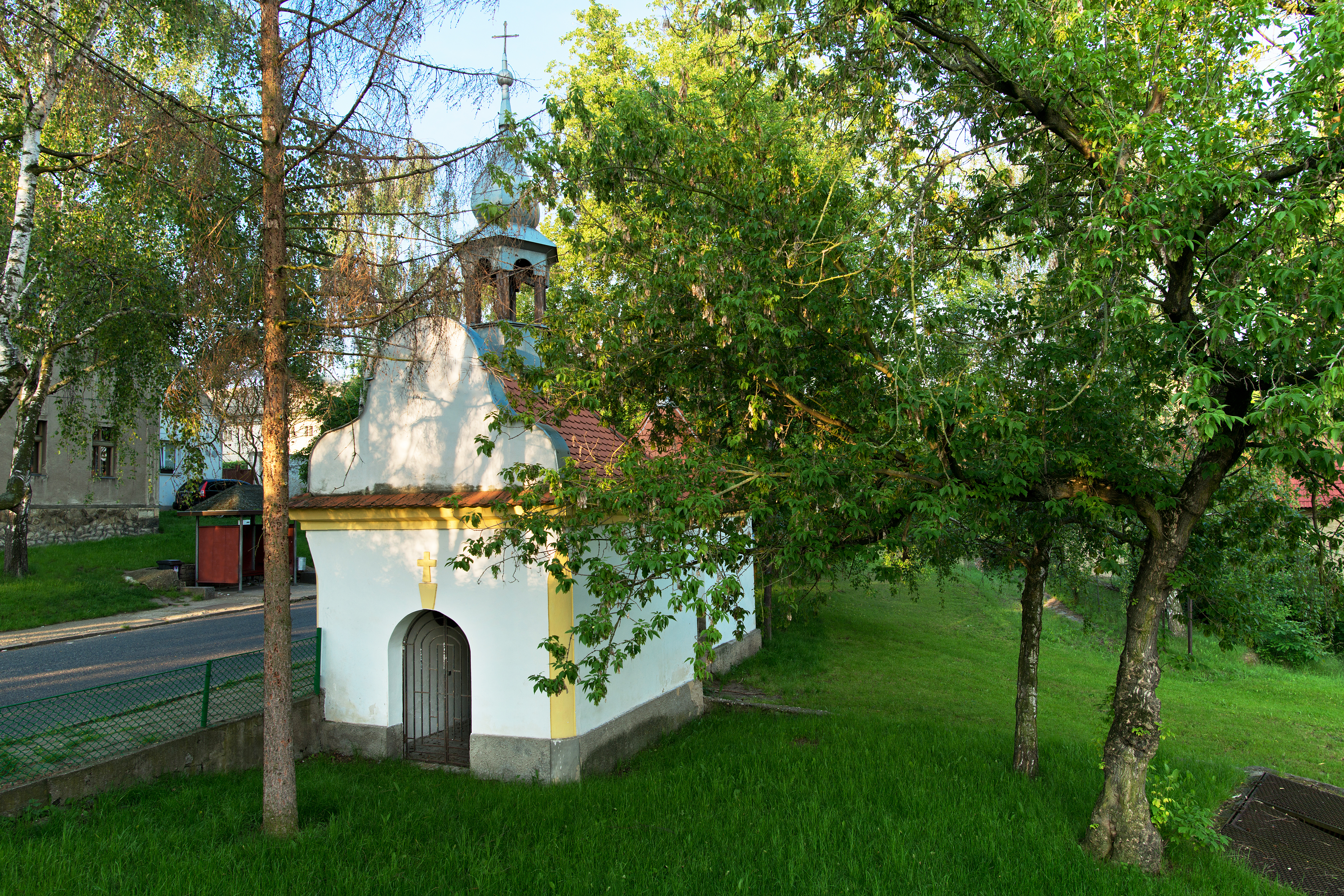
Kaple z roku 1782 na návsi

Po vypálení kláštera husity v květnu 1420 se většiny klášterních vesnic včetně Malnic zmocnilo město Louny. Při majetkové revizi roku 1454 je však muselo vrátit státu (klášter už neexistoval) s výjimkou Března a právě Malnic. Obě vesnice vydal v roce 1437 Lounům do dědičného držení Zikmund Lucemburský, který tím zaplatil čtrnáctidenní pobyt svůj a svého dvora ve městě v srpnu toho roku. Důvody, proč si Lounští zvolili právě tyto dvě vsi, spočívaly zřejmě v případě Března v jeho velikosti a existenci dvou mlýnů, v případě Malnic pak rozlehlého rybníka. Malnice byly v držení Loun ještě v roce 1518. Díky dochovanému účetnictví Loun z poloviny 15. století jsou známa jména sedláků, kteří odváděli do městské pokladny vrchnostenské poplatky. Jménem i příjmením jsou uvedeni Petr a Vaněk Šimonovic, Bartoš Svatin, Tomáš Křížův, Peša Jakubův a Martin Přibyl. Dalších deset sedláků je identifikováno jen křestními jmény. V Malnicích byla hospoda, kterou provozoval Šimon, rychtářem byl Kouba. V Malnicích byl i vrchnostenský dvůr, který si pronajímal Kuneš.

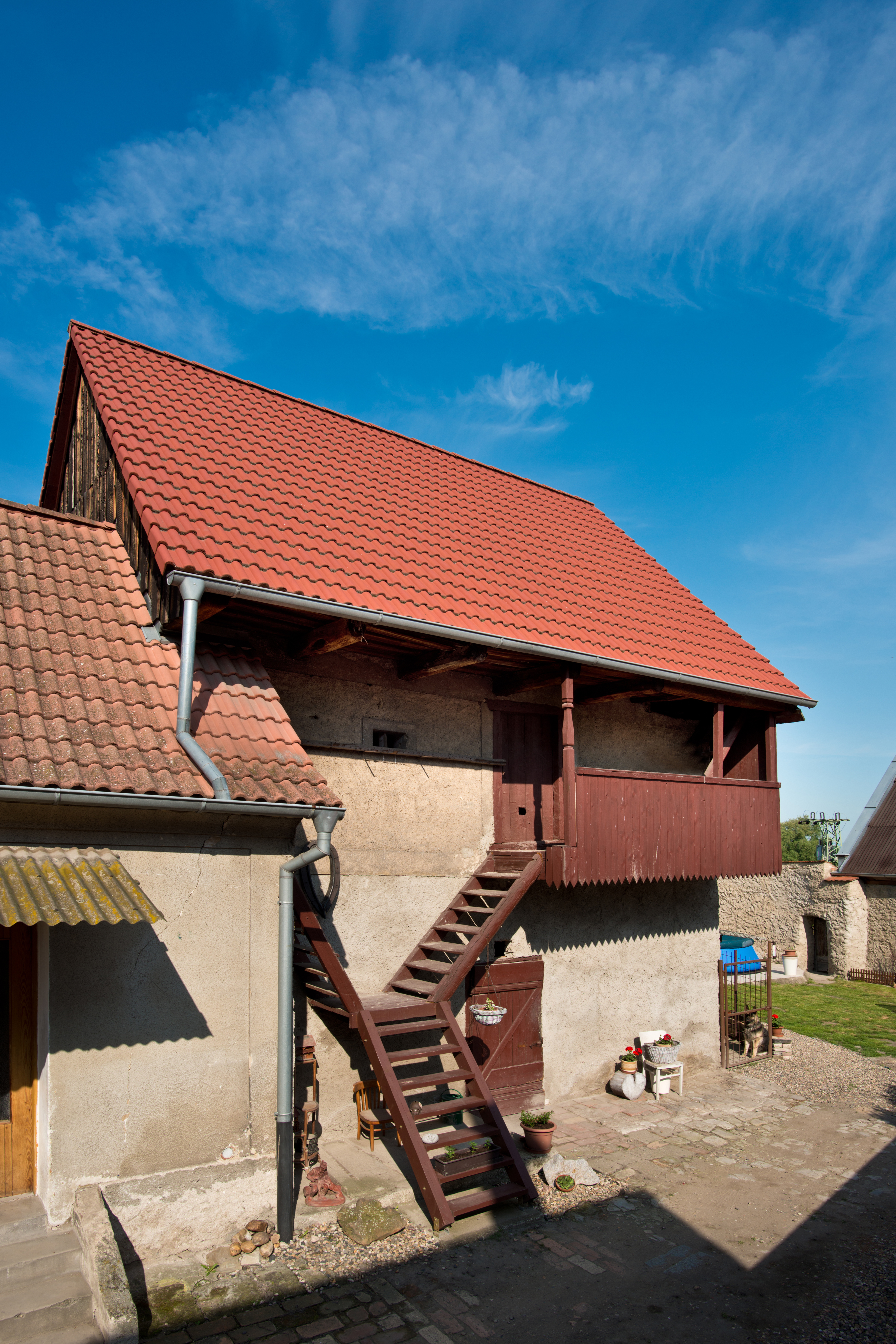
Sušárna chmele u čp. 10

V roce 1519 vykoupili Malnice z lounského majetku Krabicové z Veitmile, kteří už v té době vlastnili celé postoloprtské panství. Od té doby až do zrušení patrimoniální správy v roce 1848 patřila vesnice k Postoloprtům. V létě 1611 se krajem potulovaly zbytky pasovského vojska, které do Čech povolal Rudolf II. 28. července toho roku vtrhli valonští jezdci do Malnic a vypálili zde devět statků a pastoušku. To byla předzvěst událostí, které venkovu přinesla třicetiletá válka. Podle údajů v berní rule, sestavené v roce 1654, šest let po ukončení války, byly ve vsi z osmnácti statků čtyři opuštěné. Podle tereziánského katastru z roku 1757 stálo v Malnicích sedmnáct statků. Dvanáct z nich patřilo do nejvyšší berní kategorie tzv. láníků, když jejich držitelé obhospodařovali přibližně jeden lán (asi 18,6 hektaru) půdy. Nejpozději v roce 1828 zde obec ve vlastní režii provozovala cihelnu.
Se školním vyučováním se v Malnicích začalo v roce 1789, první učitel se jmenoval Josef Müller. Roku 1817 byla postavena samostatná školní budova, dnešní čp. 25. Od roku 1840 převzala nad školou patronát schwarzenberská vrchnost. V polovině 19. století školu navštěvovalo kolem čtyřiceti dětí. V pořadí druhou samostatnou školní budovu postavila obec roku 1898, nese popisné číslo 48.
Nejstarším spolkem v obci bylo Německé zemědělské kasino, založené roku 1893. Počátkem 20. století byly v Malnicích dva hostince spojené s koloniálem a živnost zde provozovali dva ševci, kovář a zedník. V okolí se dařilo chmelu, hlavně na ploše bývalého Malnického rybníka.
Za první republiky se k české národnosti hlásila asi jedna čtvrtina obyvatel vesnice, což se projevilo i v adekvátním zastoupení v obecním zastupitelstvu. Byla zde zřízena česká škola. Roku 1926 vznikla v Malnicích odbočka Národní jednoty severočeské.

## Obyvatelstvo
|                                                                               | 1869 | 1880 | 1890 | 1900 | 1910 | 1921 | 1930 | 1950 | 1961 | 1970 | 1980 | 1991 | 2001 | 2011 | 2021 |
| ----------------------------------------------------------------------------- | ---- | ---- | ---- | ---- | ---- | ---- | ---- | ---- | ---- | ---- | ---- | ---- | ---- | ---- | ---- |
| Obyvatelé                                                                     | 204  | 271  | 244  | 277  | 240  | 233  | 211  | 156  | 171  | 160  | 136  | 91   | 110  | 108  | 138  |
| Domy                                                                          | 27   | 30   | 30   | 37   | 39   | 43   | 45   | 47   | —    | 34   | 31   | 32   | 38   | 38   | 38   |
| Počet domů z roku 1961 je zahrnut v celkovém počtu domů místní části Skupice. |      |      |      |      |      |      |      |      |      |      |      |      |      |      |      |

## Obecní správa
Při sčítání lidu v letech 1869–1950 Malnice byly samostatnou obcí, se kterým patřily nejprve do okresu Žatec, ale v roce 1950 v okrese Louny. V letech 1961–1980 byly částí obce Skupice v okrese Louny. Od 1. ledna 1981 jsou částí města Postoloprty v okrese Louny.

## Pamětihodnosti
- Údolí Hasiny u Lipence – paleontologické naleziště
- Sušárna chmele při domu čp. 10 pochází zřejmě z první poloviny 19. století. Venkovní pavlač je přístupná po venkovním schodišti, přízemí je zaklenuté valenou klenbou se dvěma lunetami.[21]
- Kaplička se zvoničkou na hřebeni střechy. Její zasvěcení není známo. Stojí na návsi od roku 1782, kdy byla postavena nákladem obce.[16]
- Výklenková kaplička v polích jihozápadně od vesnice je zasvěcená Svaté Trojici. V roce 1860 byla postavena nákladem Vincence Rudolfa jako náhrada za kapli, která na jejím místě stála od roku 1694.[22]
- Výklenková kaplička z 19. století se dvěma nikami a trojúhelníkovým štítem u domu čp. 27.

## Galerie

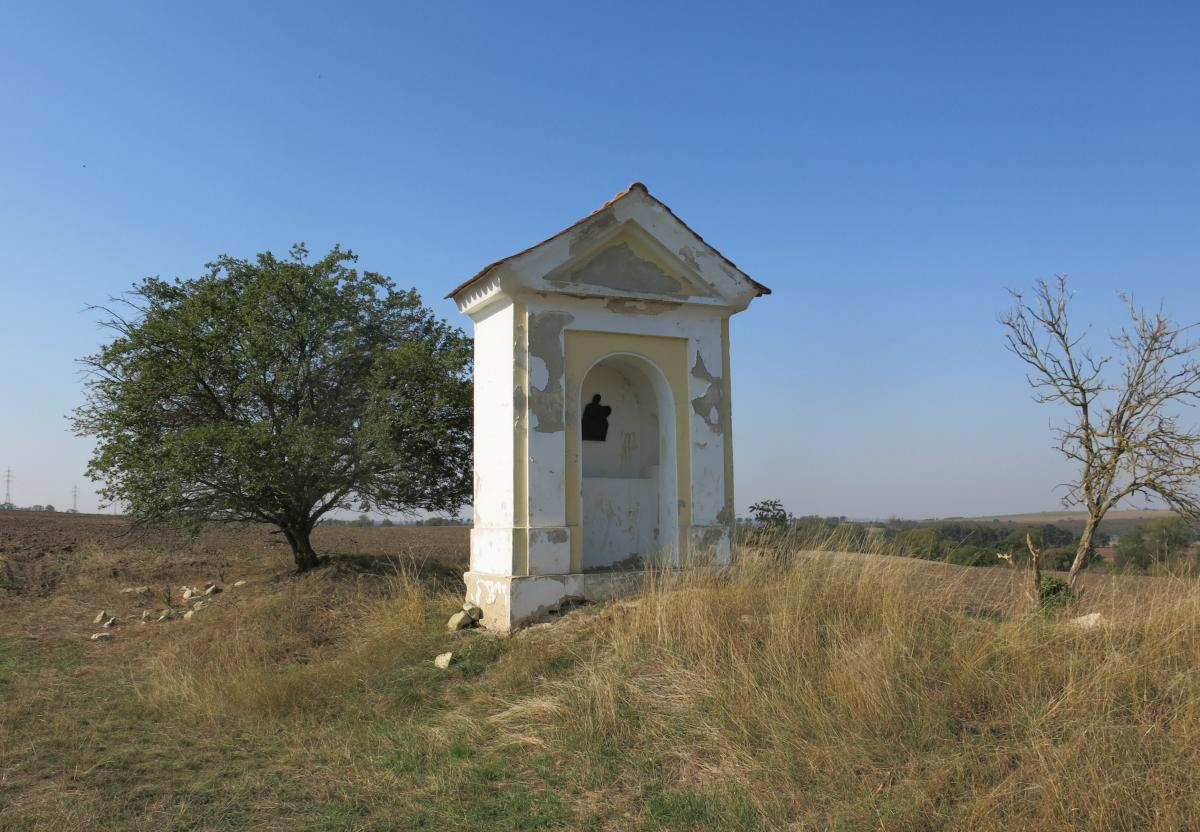
Kaplička z roku 1860 jihozápadně od vsi
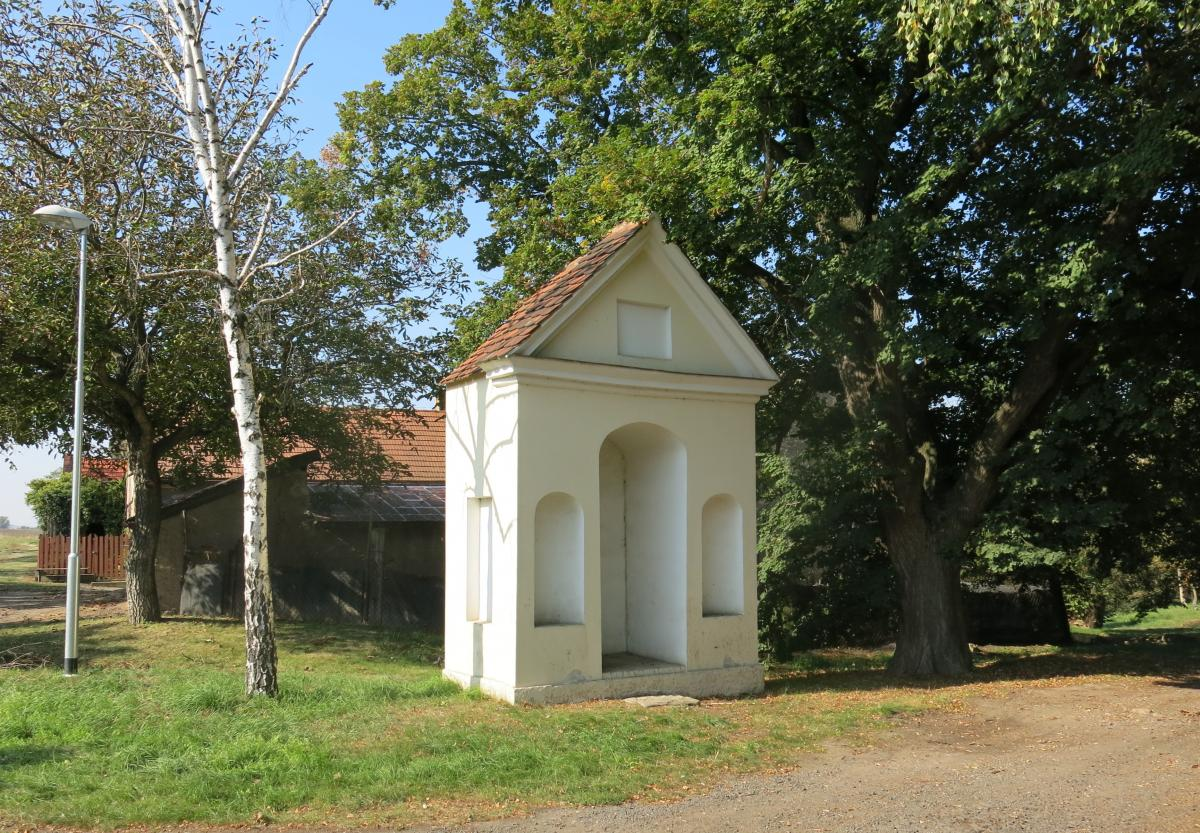
Kaplička u domu čp. 27